# Coulandon
Coulandon ist eine französische Gemeinde mit 634 Einwohnern (Stand: 1. Januar 2022) im Département Allier in der Region Auvergne-Rhône-Alpes. Sie gehört zum Kanton Moulins-1 im Arrondissement Moulins. Die Einwohner werden Coulandonais genannt.

## Lage
Coulandon liegt an der Queune im Norden der Auvergne in der historischen Provinz Bourbonnais, etwa sechs Kilometer westsüdwestlich des Stadtzentrums von Moulins. Nachbargemeinden von Coulandon sind Marigny im Nordwesten und Norden, Neuvy im Nordosten und Osten, Bressolles im Südosten und Süden sowie Souvigny im Südwesten und Westen.

## Bevölkerungsentwicklung
| Jahr                       | 1962 | 1968 | 1975 | 1982 | 1990 | 1999 | 2006 | 2014 | 2022 |
| Einwohner                  | 527  | 466  | 494  | 493  | 554  | 594  | 689  | 660  | 634  |
| Quellen: Cassini und INSEE |      |      |      |      |      |      |      |      |      |

## Sehenswürdigkeiten
- Kirche Saint-Martin aus dem 11./12. Jahrhundert (Monument historique) mit zwei Martinsfenstern aus dem 13. Jahrhundert (Monument historique)
- Altes Pfarrhaus
- Vier Schlösser aus dem 15. bis 18. Jahrhundert

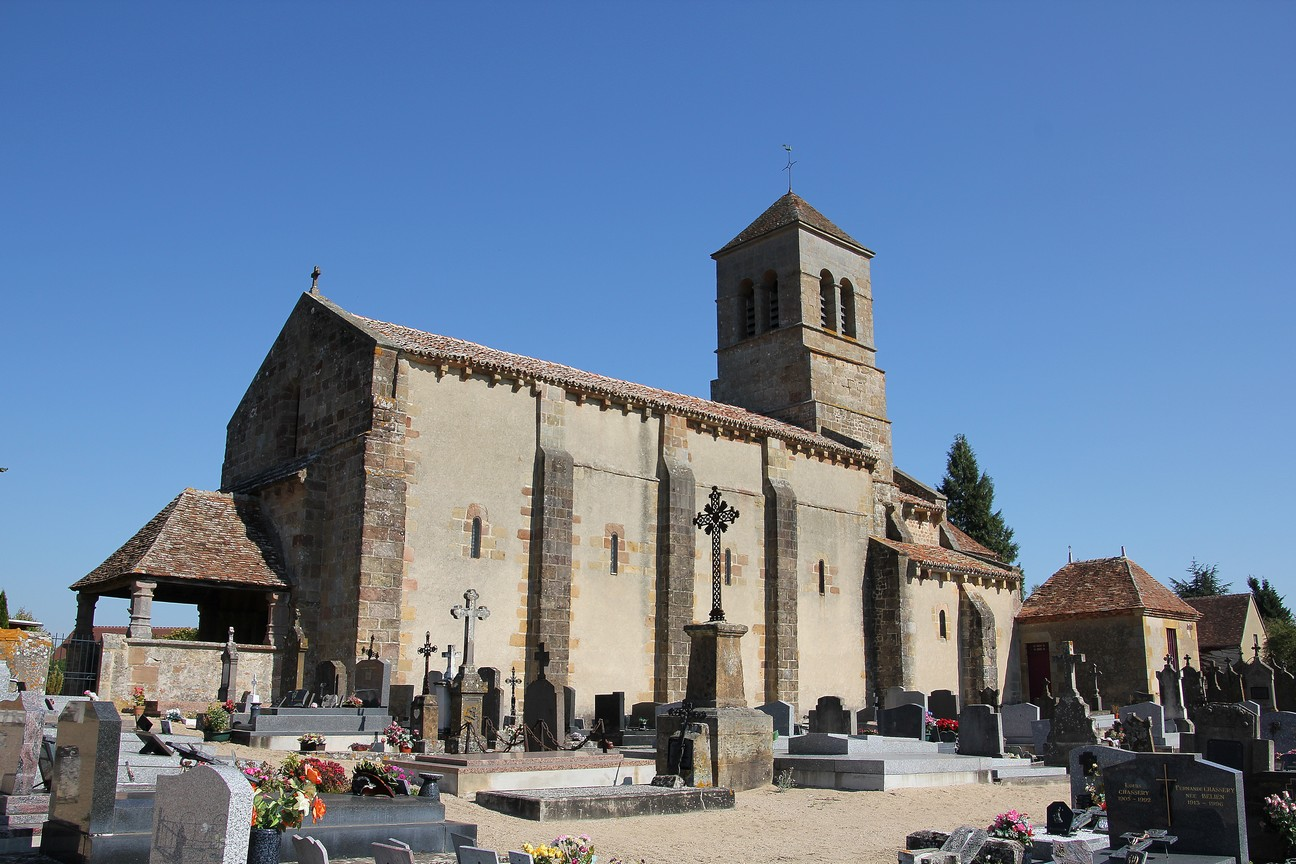
Kirche Saint-Martin
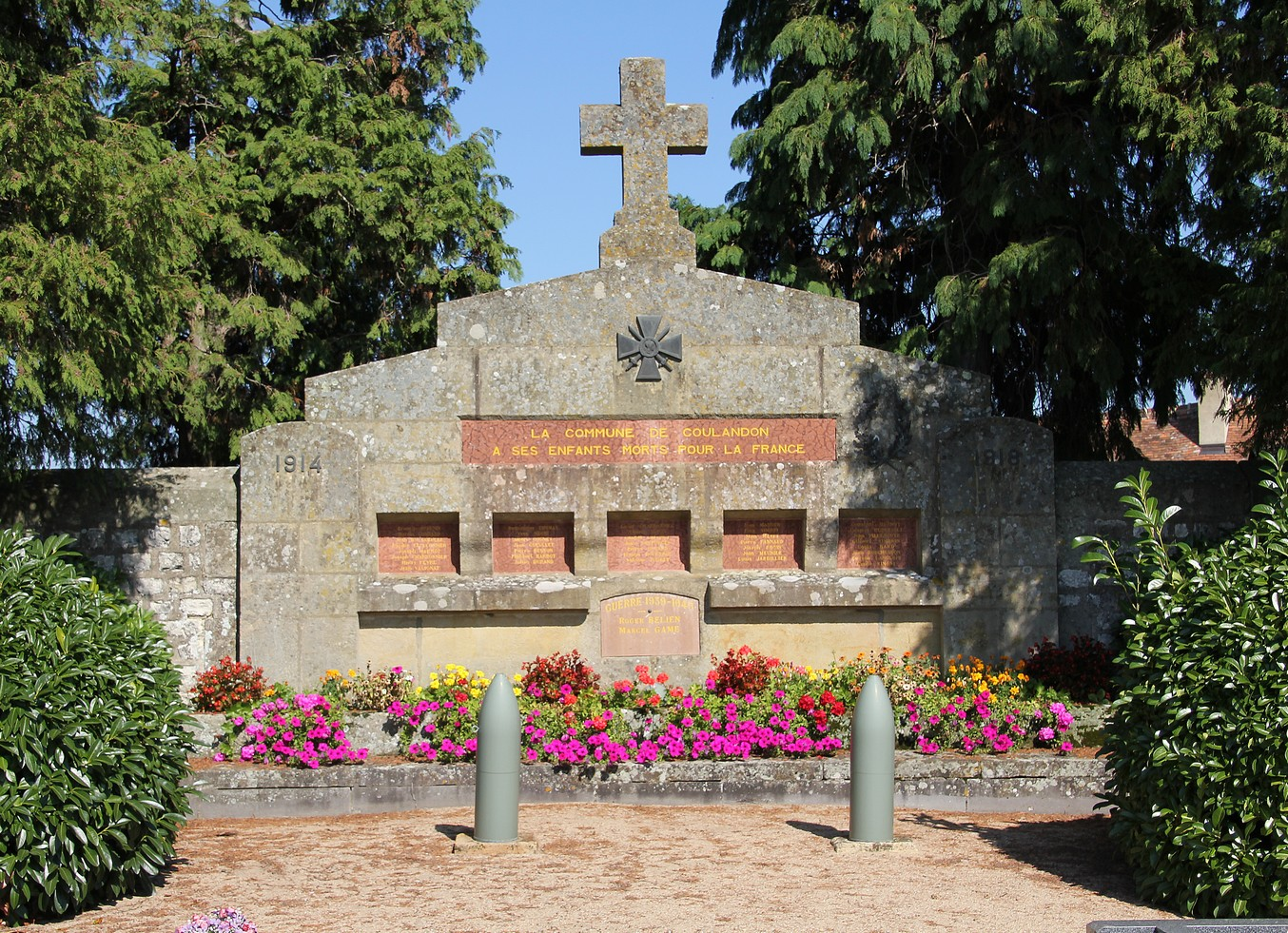
Gefallenendenkmal